# Lars Lunøe

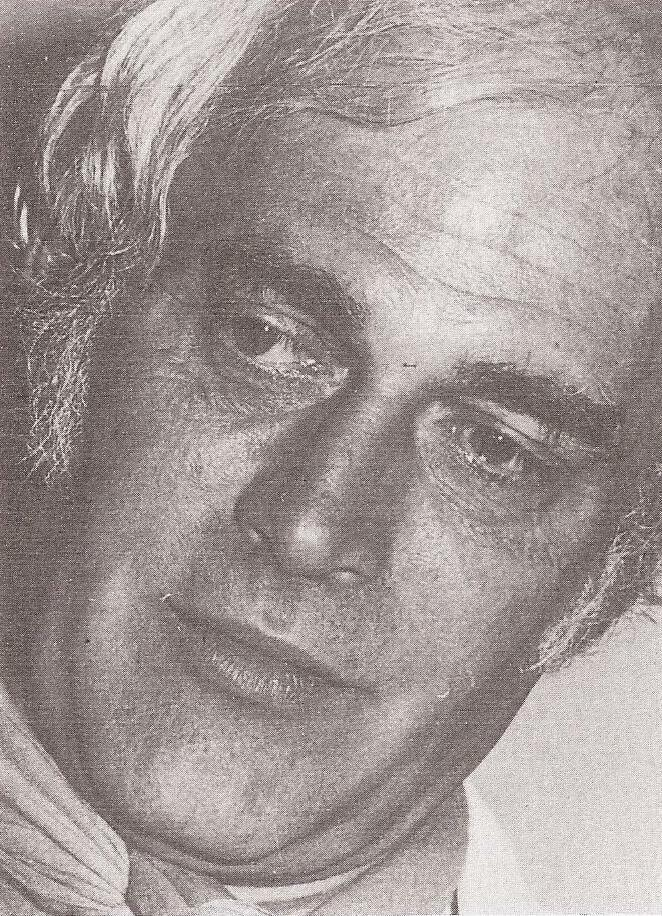
Lars Lunøe.

Lars Lunøe, född 19 april 1936 i Köpenhamn, död 9 oktober 2023, var en dansk skådespelare.
Lunøe studerade först juridik i två år, men hoppade av och genomgick därefter Aarhus Teaters elevskola 1960–1962. Han gjorde sin första skådespelarroll redan 1959 i TV-programmet Retten er sat och fick sitt genombrott 1964 i pjäsen Gigi. I slutet av 1960-talet lämnade han Aarhus Teater och blev frilansare.

## Filmografi (urval)
- 1967 – Jag – en marki
- 1968 – Jag – en kvinna 2
- 1969 – Mej och dej
- 1970 – Nana
- 1976 – Snuten som rensade upp
- 1985 – August Strindberg ett liv
- 1992 – The Silent Touch
- 1996 – Ondt blod